# Fukushima (Klan)

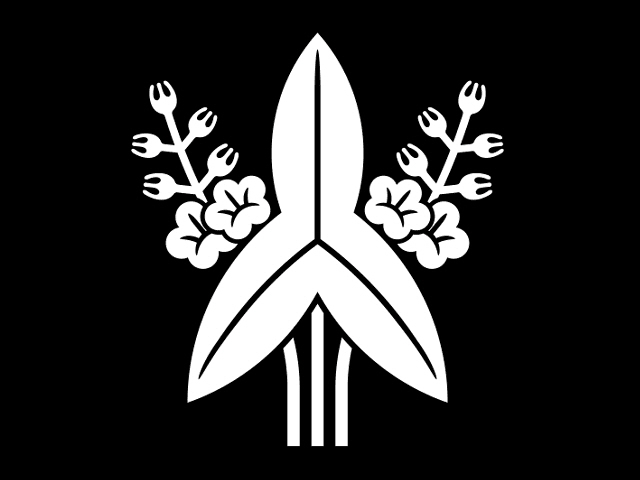
Wappen der Fukushima
(Froschlöffel)

Die Fukushima (japanisch 福島氏, Fukushima-shi) waren eine Familie des japanischen Schwertadels (Buke), ursprünglich Samurai in der Provinz Owari.

## Genealogie
- Masanori (正則; 1561–1624) war ein adoptierter Sohn des Fukushima Masanobu. Er diente zunächst Hashiba (später Toyotomi) Hideyoshi, der ihn zum Saemon-no-taifu[A 1] („Adjutant der linken Torgarde“) ernannte und ihm danach die Burg Kiyosu mit einem Einkommen von 200.000 Koku überließ. Nach dem Tode Hideyoshis gab  Tokugawa Ieyasu Masanoris Sohn Masayuki seine Adoptivtochter zur Frau, um damit die Familie an sich zu binden. Im Jahr 1600 belagerte Masanori die Burg Gifu und eroberte sie. In der Schlacht von  Sekigahara vernichtete er die Truppe des Ukita Hideie (573–1655). Als Belohnung erhielt Masanori die Domäne Hiroshima mit einem Einkommen von 498.000 Koku. 1610 erhielt Masanori von Ieyasu den Auftrag, die Burg Nagoya wiederherzustellen. Er versuchte alles, um diesem ruinösen Auftrag zu entkommen, was aber vergeblich war. Von diesem Zeitpunkt an verschlechterten sich die Beziehungen zu Ieyasu. Zur Zeit der Feldzüge gegen die Burg Ōsaka um 1615 bat Masanori darum, sich an dem Kampf beteiligen zu dürfen. Aber Ieyasu befahl ihm, in Edo zu bleiben. Gegen Ende seines Lebens wurde Masanori 1619 wegen schlechter Amtsführung angeklagt. Er musste Hiroshima mit dem damit verbundenen großen Einkommen aufgeben und wurde nach Takaino[A 2] (Kawanakajima) in der Provinz Shinano mit nur 45.000 Koku versetzt, wo er in einem Festen Haus (jin’ya) unter Hausarrest stand. Mit dem vorzeitigen Tod seines Sohnes Tadakatsu (忠勝; 1599–1620), erhielt er weitere 25.000 Koku aus dessen Ländereien in Echigo.[2]
- Takaharu (高晴, auch Masayori (正頼); 1573–1633), ein jüngerer Bruder Masanoris, hatte den Ehrentitel Kamon-no-kami („Kanzleivorsteher für Raumwartung“) und Daimyō auf der Burg Nagashima in der Provinz Ise mit 10.000 Koku. Nach der Schlacht von Sekigahara wurde er im Jahr 1600 wurde nach Uda-Matsuyama (Provinz Yamato) mit 30.000 Koku versetzt. 1615 wurde er abgesetzt.[3]